# Жаровиха (река)
Жаровиха — река в России, протекает в Великоустюгском районе Вологодской области. Устье реки находится в 8 км по левому берегу реки Луза. Длина реки составляет 10 км.
Исток реки в болотах южнее урочища Меркурьевский Починок в 12 км к северо-востоку от села Усть-Алексеево и в 30 км к юго-востоку от центра Великого Устюга. Река течёт на северо-запад, в низовьях поворачивает на юго-запад. Впадает в Лузу у деревни Слободка. Ширина реки на всём протяжении не превышает 10 м.

## Данные водного реестра
По данным государственного водного реестра России и геоинформационной системы водохозяйственного районирования территории РФ, подготовленной Федеральным агентством водных ресурсов:
- Бассейновый округ — Двинско-Печорский
- Речной бассейн — Северная Двина
- Речной подбассейн — Малая Северная Двина
- Водохозяйственный участок — Юг
- Код водного объекта — 03020100212103000013355